# Balón de Oro de la ANFP 2008
El Balón de Oro de la ANFP 2008 fue la primera edición del Balón de Oro de la ANFP, creado por la ANFP, qué es el ente encargado de la organización de los campeonatos de fútbol profesional en Chile. Este premio entrega la distinción al mejor futbolista que juega en Chile.
En esta primera edición se escogió primero a los mejores de cada posición; Arquero, Defensa, Volante, Delantero e incluyendo el Goleador y el Jugador de Proyección. Después de ver cada uno de los ganadores de cada puesto, se elegia el mejor de los mejores, catalogado como Balón de Oro, y por ende, el mejor futbolista de Chile.
El ganador del Balón de Oro de la ANFP fue Gary Medel, futbolista de la Universidad Católica, además adjudicándose el premio a mejor volante.

## Premios
| Ganador          | Club                 | Distinción                  |
| ---------------- | -------------------- | --------------------------- |
| Gary Medel       | Universidad Católica | Balón de Oro                |
| Nery Veloso      | Huachipato           | Mejor Arquero               |
| José Luis Zelaye | Palestino            | Mejor Defensa               |
| Gary Medel       | Universidad Católica | Mejor Volante               |
| Lucas Barrios    | Colo-Colo            | Mejor Delantero             |
| Alfonso Parot    | Universidad Católica | Mejor Jugador de Proyección |
| Lucas Barrios    | Colo-Colo            | Goleador                    |

### Otros premios
| Ganador           | Club                  | Distinción              |
| ----------------- | --------------------- | ----------------------- |
| Luis Musrri       | Palestino             | Mejor Técnico           |
| Pablo Pozo        | Comisión de Arbitraje | Mejor Árbitro Masculino |
| Carolina González | Comisión de Arbitraje | Mejor Árbitro Femenino  |
| Ernesto Corona    | Audax Italiano        | Mejor Dirigente         |

### Goleadores
| Jugador           | Club                          | Goles |
| ----------------- | ----------------------------- | ----- |
| Lucas Barrios     | Colo-Colo                     | 37    |
| Gastón Cellerino  | Rangers                       | 22    |
| Esteban Paredes   | Santiago Morning              | 21    |
| Víctor Aquino     | Palestino                     | 20    |
| Néstor Bareiro    | Deportes Concepción/O'Higgins | 19    |
| Ezequiel Miralles | Everton                       | 18    |
| Cristián Canio    | Everton                       | 17    |
| Leonardo Monje    | Huachipato                    | 17    |
| Gustavo Savoia    | Cobreloa                      | 17    |
| Gabriel Vargas    | Universidad de Concepción     | 17    |

Nota: Los goles son la sumatoria del Torneo Apertura 2008 y Torneo Clausura 2008.
- Datos: Q5717719